# Jun Fukuda
Jun Fukuda (jap. 福田 純, Fukuda Jun; * 17. Februar 1923 in der Mandschurei; † 3. Dezember 2000 in Setagaya, Tokio, Japan) war ein japanischer Regisseur. Bekannt wurde er hauptsächlich für seine Arbeiten in der Godzilla-Filmreihe.

## Leben
Fukuda begann als Regieassistent, beispielsweise für Ishirō Honda beim Film Die fliegenden Monster von Osaka. Mit Frankenstein und die Ungeheuer aus dem Meer drehte er seinen ersten Film der Godzilla-Reihe, dem noch vier weitere folgen sollten. Seine letzte Regiearbeit für das Kino war Der große Krieg der Planeten (1977). Nach diesem Kinofilm drehte er noch einige Dokumentarfilme. Bei einigen seiner Filme wirkte er auch am Drehbuch und der Musik bzw. den Soundeffekten mit (zum Beispiel bei Godzilla vs. Mechagodzilla).

## Filmografie (Auswahl)
- 1960: Denso ningen
- 1966: Frankenstein und die Ungeheuer aus dem Meer (Gojira, Ebira, Mosura: Nankai no Daikettō)
- 1966: Doto ichiman kairi
- 1967: Frankensteins Monster jagen Godzillas Sohn (Kaijūtō no kessen: Gojira no musuko)
- 1972: Frankensteins Höllenbrut (Chikyū kogeki meirei: Gojira tai Gaigan)
- 1973: King Kong – Dämonen aus dem Weltall (Gojira tai Megaro)
- 1974: King Kong gegen Godzilla (Gojira tai Mekagojira)
- 1974: ESPY (Esupai)
- 1977: Der große Krieg der Planeten (Wakusei daisenso)